# Gastrotheca griswoldi
A Gastrotheca griswoldi a kétéltűek (Amphibia) osztályának békák (Anura) rendjéhez, ezen belül az erszényesbéka-félék (Amphignathodontidae) családjához tartozó faj.

## Előfordulása
A Gastrotheca griswoldi Peru endemikus békája, vagyis csak Peru területén található meg.

## Életmódja
Ennek a békának a természetes élőhelye a trópusi és szubtrópusi magashegyi mezők, megművelt földek és legelők. 3000-4020 méteres tengerszint feletti magasságban lelhető meg.

## Fordítás
Ez a szócikk részben vagy egészben  a   Gastrotheca griswoldi című angol Wikipédia-szócikk ezen változatának fordításán alapul.  Az eredeti cikk szerkesztőit annak laptörténete sorolja fel. Ez a jelzés csupán a megfogalmazás eredetét és a szerzői jogokat jelzi, nem szolgál a cikkben szereplő információk forrásmegjelöléseként.